# Иваново (Шуменская область)
Иваново (болг. Иваново) — село в Болгарии. Находится в Шуменской области, входит в общину Вырбица. Население составляет 438 человек.

## Политическая ситуация
В местном кметстве Иваново, в состав которого входит Иваново, должность кмета (старосты) исполняет Руси Георгиев Русев (Болгарская социалистическая партия (БСП)) по результатам выборов.
Кмет (мэр) общины Вырбица — Исмаил Мехмед Мехмед (Движение за права и свободы (ДПС)) по результатам выборов.